# Charaxes lasti
Charaxes lasti är en fjärilsart som beskrevs av Grose-smith 1889. Charaxes lasti ingår i släktet Charaxes och familjen praktfjärilar. Inga underarter finns listade i Catalogue of Life.